# 室積町
室積町（むろづみちょう）は山口県熊毛郡にあった町。現在の光市の室積を冠する区域および牛島にあたる。
本項では町制前の名称である室積村（むろづみそん）についても述べる。

## 地理
- 海洋：周防灘、室積湾
- 山：千坊山、白石山、大平山
- 島嶼：牛島、尾島

## 歴史
- 1889年（明治22年）4月1日 - 町村制の施行により、牛島・室積浦・室積村の区域をもって室積村が発足。
- 1906年（明治39年）1月1日 - 室積村が町制施行して室積町となる。
- 1943年（昭和18年）4月1日 - 光町と合併して光市が発足。同日室積町廃止。